# Sulawesiella rafaelae
Sulawesiella rafaelae is een keversoort uit de familie van de boktorren (Cerambycidae). De wetenschappelijke naam van de soort werd voor het eerst geldig gepubliceerd in 1885 door Johan Wilhelm van Lansberge.